# Hypocerides aethereus
Hypocerides aethereus är en tvåvingeart som beskrevs av Schmitz 1937. Hypocerides aethereus ingår i släktet Hypocerides och familjen puckelflugor. Inga underarter finns listade i Catalogue of Life.